# Metonomastus capreae
Metonomastus capreae är en mångfotingart som först beskrevs av Karl Wilhelm Verhoeff 1942.  Metonomastus capreae ingår i släktet Metonomastus och familjen orangeridubbelfotingar. Inga underarter finns listade i Catalogue of Life.